# Leptogaster elongata
Leptogaster elongata là một loài ruồi trong họ Asilidae. Leptogaster elongata được Martin miêu tả năm 1964. Loài này phân bố ở vùng nhiệt đới châu Phi.